# Chrysoscota auranticeps
Chrysoscota auranticeps là một loài bướm đêm thuộc phân họ Arctiinae, họ Erebidae.